# Zethus lunaris
Zethus lunaris är en stekelart som beskrevs av Edoardo Zavattari 1912.
Zethus lunaris ingår i släktet Zethus och familjen Eumenidae. Utöver nominatformen finns också underarten Zethus lunaris cooperi.